# Stolnica Notre-Dame, Bayeux
Stolnica v Bayeuxu (Cathédrale Notre-Dame de Bayeux) je normansko-romanska stolnica, ki se nahaja v mestu Bayeux v Spodnji Normandiji. Je sedež škofa Bayeuxa. Bila je prvi dom tapiserije iz Bayeuxa, je nacionalni spomenik Francije in je eden najpomembnejših sakralnih spomenikov Normandije.
Je starodavna lokacija in je bila v preteklosti rimsko svetišče. Stolnica je bila posvečena 14. julija 1077 v prisotnosti Viljema Osvajalca, vojvode Normandije in kralja Anglije.

## Zgodovina
Na mestu sedanje stolnice, domnevno forum rimskega Augustoduruma, je bila že v zgodnjem srednjem veku, karolinška predhodnica, ki so jo uničili Normani leta 891. Domnevajo, da je bila po ustanovitvi Normandije s strani Rolloja kot prvega vojvode v letu 911, zgrajena karolinška predromanska stolnica. Uničena je bila leta 1047 v velikem požaru v Bayeuxu. Kripta naj bi bila zadnji ostanek predromanske stolnice. Po podatkih iz knjige iz leta 1733 (Histoire sommaire de la ville de Bayeux par M. Chanoine ste Beziers St. Sepulchre & Membre de l'Academie Royale des belles lettres de Caen) naj bi bila prva kapela, v skladu z navodili Svetega Exupèriusa († ca . 410, škod Toulousa), zgrajena v 4. stoletju nad galskim svetiščem. Njegov naslednik, Sveti Regnobert, je zgradil prvo stolnico v 5. stoletju in ustanovil škofijo Bayeux.
Posvetitev iz gradnje iz leta 1047, pod škofom Hugom III. zgrajene nove škofovske cerkve, je potekala 14. julija 1077, vodil jo je Odo iz Bayeuxa, polbrat Viljema Osvajalca. Hkrati je bila zaključena znana tapiserija, ki je bila tukaj obešena do leta 1793 in oznanjala javnosti spomin na Normansko podreditev Anglije.
Že leta 1105 je bila cerkev spet uničena med vojno med Henrikom I. in Robertom Curthosejem in kmalu po širitvi prezbiterija spet v letu 1160 v požaru, tako da je dolgo spominjala na veliko gradbišče.
Poleg tega je približno leta 1180 škofa in kapitelj nove stolnice zahteval spremembo v takrat novem gotskem slogu, ki se je pravkar oblikoval v Île-de-France. Za razliko v bližnjem Lisieuxu, kasneje pa še samostojna škofija v Saint-Pierre, stolnica Notre Dame dejansko nikoli ni bila povsem nadomeščena z novo stavbo, vendar pa gotizirana do konca 15. stoletja. Predvsem v kripti in podlagi stolpov zahodnega transepta, danes dajejo vpogled v čas pred tem, saj je mnogo starih struktur skritih za gotskim videzom.
Izbruh stoletne vojne pa je prekinil gradbena dela. Cerkev služila v tem obdobju kot trdnjava, v kateri je bil nastanjen garnizon v boju proti Britancem. 1562/63 je cerkev utrpela plenjnje hugenotskih vojakov pod vodstvom veleposestnika Françoisa de Bricquevillea. Relikviariji, okna, orgle in številni sakralni predmeti so bili izgubljeni. Druga cerkev je bila v požaru uničena leta 1676 in ni bila ponovno zgrajena v naslednjem stoletju. Zgrajena s kupolo iz 18. stoletja je bila slogovno tujek, ki je bil odstranjen že v naslednjem stoletju.
Z revolucijo leta 1790 je sledilo ponovno ropanje. Tako imenovano svobodno drevo v bližini cerkve, ki jo je bilo ponovno zasajeno večkrat od takrat, še vedno spominja na tiste čase.
Tipično za normanske gotske stolpe tukaj predstavlja posebno statično obremenitev stebrov, na katerih so bile leta 1850 ugotovljene razpoke, ker je bila celotna stolnica zgrajena na slabo nosilnih tleh. Z zapletenim odrom je bil stolp dvignjen, izvedena sanacija temeljnih tal vključno s pomoli na križišču s temelji, nato pa spuščen na te nove temelje. Nekaj let pozneje, v 19. stoletju, je dobil stolp prehod z drugega nadstropja in streho kupole v neogotskem slogu v sedanji obliki. Radikalna rešitev, ki je predvidevala rušenje stolpa, kot je predlagal Eugène Viollet-le-Duc, ni prevladala.
V drugi polovici 19. stoletja je potekala obnova starih orgel iz leta 1597, ki se je vlekla desetletja, ker so imeli cerkev, politika in različni izvajalci različne poglede na sanacijo. Leta 1862 so bile končno obnovljene z izvajalcem Aristide Cavaillé-Coll. Orgle so bile leta 1970 uradno razglašene za zgodovinsko znamenitost.
Med letoma 1906-1907 je bil na obisku pisatelj Marcel Proust, poznavalec in občudovalec regionalne cerkvene arhitekture, tudi stolnice Notre-Dame. 
Le nekaj kilometrov stran je invazija zavezniških sil junija 1944 obšla Bayeux in njegovo stolnico, v nasprotju z večino drugih mest v regiji, brez bombardiranja.

## Arhitektura
Stolnica Notre-Dame je danes triladijska bazilika v obliki latinskega križa, dolga 96 metrov. Bogato okrašena s kipi westwerk pozdravi obiskovalce z večjim in dvema manjšima portaloma. Ima dva stolpa,s fialama visoka do 75 metrov in glavni stolp visok 95 m..
Iz gotske fasada (timpanon iz leta 1427) štrli empora, nad njo so okna s krogovičjem. Nad njimi je serija desetih figur med mogočnimi stolpi.
Transept se ponašajo z masivnim okrasjem dvanajstih figur himere, ki varujejo plato deset metrov visoko nad križiščem. To dviga osmerokoten, visokogotski transept, ki je nadomestil prejšnjo kupolo. Ladjo in kor podpirajo široki oporniki s služniki okoli oboda.
V notranjosti prevladujejo okrasni ornamenti, kot so cikcak trakovi in vitice v kamnu, medtem ko je figur malo. Bas-reliefi so podobni tistim na jugu Anglije. Nekatere izmed figur, ki so se našle, še vedno pojavljajo groteskne in zmedene ikonografske predstave.
Šestpolni rebrasti obok svetlobnega nadstropja in triforij stojijo 23 metrov visoko (25 metrov nad križiščem) in se raztezajo deset metrov v širino. Skozi arkade se lahko vsopa v šest metrov širok o stansko ladjo. Konča se s spremljevalnimi kapelami za svoje ustanovitelje iz poznega 13. / začetka 14. stoletja, stranske stene so iz obdobja romanike.
Transept, že preoblikovan na začetku obdobja gotike, odpira prostor do širine 37 metrov. Na njegovem severnem koncu prihaja svetloba skozi okna iz 14. stoletja. V južni steni transepta je tudi gotski stranski portal portail du doyen s Thomasom Becketom v timpanonu, ki kaže življenje svetnika.
V ambulatoriju s kapelami, ki obkrožajo kor, s svojimi značilnimi koničastimi loki, naluknjano rozeto in medaljoni, je preobilica gotske cerkvene arhitekture.
Grobnica je bila zazidana in pozabljena v srednjem veku. Ponovno so jo odkrili šele v 15. stoletju. To dejstvo je verjetno prispevalo k temu, da je ohranila prvotno obliko. Približno dve vrsti stebrov s poenostavljenimi korintskimi kapiteli, nad njimi se razteza romanski križni obok. Oboki nad kapiteli so okrašeni z oker risbami angelov z glasbili. Obstajajo tudi pisane freske na stenah.
Ob zgradbi stolnice, na severni strani, stoji knjižnica. Tudi sosednja kapiteljska dvorana ima izjemen mozaik. Oba prostora sta odprta za javnost z omejenim dostopom.

## Dimenzije
Glavna ladja: višina 23 metrov, širina 10 metrov, dolžina 96 metrov
Stranski ladji: širina 6 m
Stranski kapeli: širina 5 metrov
Transept: širina 10 metrov, dolžina 37 metrov
Zahodni stolp: 70 metrov
Stolp na križiščem: približno 95 metrov

## Orgle
Stolnica ima dvoje orgel, ki sta bili zgrajeni pod vodstvom graditelja Cavaillé-Coll: velike orgle v zahodni empori so iz leta 1862, orgle v koru so iz leta 1861.
Zgodovina orgel sega v 16. stoletje. Prvi instrument je bil uničen leta 1562 od Hugenotov, drugi instrument je bil zgrajen leta 1597 s 36 registri, štirimi manuali in pedalom. Te orgle je bilo leta 1838 potrebno popraviti. Po nekaj popravilih in spremembah, je bil instrument dokončno obnovljen leta 1862. Medtem so bile že zgrajene nov orgle v koru. Te imajo tri manuale in pedala ter 43 registrov. Delujejo mehansko. 

## Zvonovi
Stolnica ima 15 zvonov.
Štirje zvonovi imajo liturgično obliko, in so razdeljeni po 2 para na dva zahodna stolpa. V jugozahodnem stolpu visijo štirje manjši zvonovi. Severozahodni stolp nosi dva Boursona, imenovana tudi Trémondes.  Leta 2014 sta bila zvonova dodana ob sedemdeseti obletnici počastitve Operacije Overlord in so prvič pozvonili 14. junija.

## Galerija
- Pogled na stolnico
- Notranjost
- Kripta
- Notranjost
- Mural v kripti
- Mural v kripti
- Stolnica ponoči
- Gotski kor
- Neoklasični glavni oltar
- Kapele v južnem transeptu
- Vitraj, južni transept
- Vitraj, severni transept
- Vitraj, južna stran ladje
- Glavna ladja